# ФК Хајдук Шушара
ФК Хајдук Алибунар је српски фудбалски клуб из Шушаре и тренутно се такмичи у Општинској лиги Вршац - Бела Црква, седмом такмичарском нивоу српског фудбала.